# Freathy
Freathy – wieś w Anglii, w Kornwalii, położona na półwyspie Rame, nad zatoką Whitsand Bay (kanał La Manche). Leży 95 km na wschód od miasta Penzance i 317 km na południowy zachód od Londynu.